# Renata Sentkiewicz

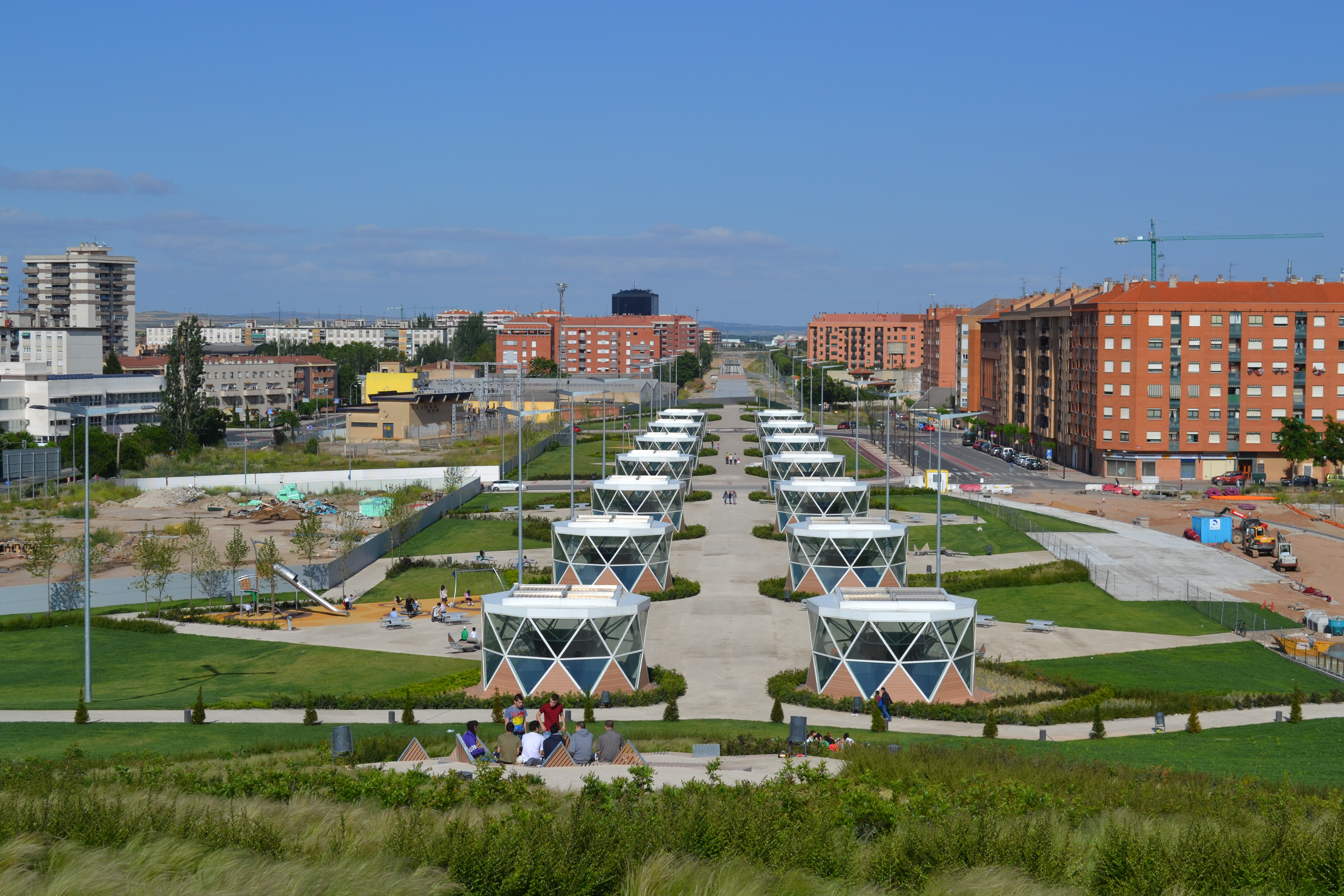
Abalos + Sentkiewicz, Parque del Rey Don Felipe VI, Logroño

Renata Sentkiewicz (Kolo, 1972) es una arquitecta polaca que trabaja en España. Es socia del estudio Ábalos+Sentkiewicz.

## Formación
Empezó sus estudios de arquitectura en 1993 en Turín (Italia). Continúa en 1994 en Brunswick (Alemania) y entre 1995 y 1997 estudia en Madrid (España). En 1998 es egresada de la Escuela de Arquitectura de la Universidad Politécnica de Cracovia (Polonia).

## Trayectoria
Desde el año 2005 ejerce como profesora del Laboratorio de Técnicas Contemporáneas y Paisajismo, y desde 2007 es profesora de Proyectos Arquitectónicos en la cátedra de la Escuela Técnica Superior de Arquitectura de Madrid (ETSAM).
Colaboró desde 1999 con el estudio de arquitectura ‘Ábalos y Herreros’, hasta que en 2001 se unió a la firma, haciéndose socia fundadora de ‘Ábalos+Sentkiewicz’.
Por otra parte, Sentkiewicz es también miembro de la Zero Energy Alliance desde 2009; una organización sin fines de lucro cuyos proyectos abarcan los silos de los servicios de energía y la movilidad sostenible.
Entre 2010 y 2012 también ejerció como profesora adjunta del Instituto de Arquitectura de Barcelona BIArch y desde 2012 también es crítico GSD de Harvard.
También ha impartido numerosos talleres y seminarios sobre arquitectura y paisaje en distintos centros internacionales como: Berlage Institute, IUAV (Venecia), Festarch (Cerdeña), EURAU, COAC, Universidad Nacional de Colombia, CEU, etc.
Su punto de vista en la arquitectura se basa en buscar oportunidades, como la que ve en los aspectos sobre el cambio climático. Estas oportunidades las plantea como una excusa para utilizar nuevas técnicas proyectuales, revisando arquitecturas vernáculas e incorporando nuevas tecnologías y técnicas. La arquitectura como globalidad que sea una llamada para repensar la arquitectura y encontrar nuevas estéticas.

## Estudio ‘Ábalos+Sentkiewicz’
Desde 2006 es cofundadora y codirectora, junto con Iñaki Ábalos, de Abalos+Sentkiewicz AS+. Su trabajo profesional ha sido ampliamente publicado en monografías internacionales como  “Ábalos, Herreros, Sentkiewicz Arquitectos” (DA Documentos de Arquitectura n.º 63, COAA, 2007); “Ábalos+Sentkiewicz arquitectos. Thermodynamic beauty”, 2G n.º 56 (GG, 2011); “New Natures. High Speed Train Station in Logroño” (Q estudio, 2013); “Abalos+Sentkiewicz. Form, Matter, Energy”, AV 169 (AV Monografías, 2014); “Cuatro Observatorios de la Energía” (COAC, 2007), “Campos Prototipológicos Termodinámicos” (CTA-ETSAM, 2011) y “Ensayos sobre Termodinámica, Arquitectura y Belleza” (Ed. Actar / Tongji University Press, 2015) publicado en tres ediciones diferentes en Inglés, Español y Chino.
Su obra profesional ha sido objeto de 15 exposiciones individuales y múltiples colectivas, en instituciones como la AA-Londres, Pavillion de l’arsenale-París, MoMA – NYC, London Roca Gallery, Trienal de Arquitectura de Lisboa o la Bienal de Arquitectura de Venecia. Éste reconocimiento también se refleja en los 43 premios recibidos en concursos de arquitectura y 46 premios a actividades de investigación y diseño, 18 de los cuales a obra construida. También ha sido recogido en revistas y monografías como "Ábalos, Herreros, Sentkiewicz Arquitectos", DA Documentos de Arquitectura n.º 63, COAA, 2007; "Abalos+Sentkiewicz Arquitectos. Belleza Termodinámica", 2G n.56, Gustavo Gili, 2010; "Nuevas naturalezas. Abalos+ Sentkiewicz Arquitectos", Q estudio, 2013; "Abalos+Sentkiewicz. Form, Matter Energy", AV Monografías de Arquitectura 169, 2014; "Ensayos sobre Termodinámica, Arquitectura y Belleza", Actar, 2015 (con ediciones independientes en castellano, inglés y chino).
Por otra parte, el estudio también participa con fundaciones como FAS (Fundación Arquitectura y Sociedad) de carácter cultural y privado, sin ánimo de lucro y con proyección nacional e internacional. Se encarga de poner de manifiesto la arquitectura como un ámbito indisolublemente ligado a la vida en sociedad.

## Libros
- Ensayos sobre termodinámica, arquitectura y belleza (Actar, 2015)
- Nuevas naturalezas. Estación intermodal de Logroño. (Qestudio, 2013)[2]
- Campos prototipológicos termodinámicos.  (ETSAM, UPM, Madrid).[2]
- Cuatro observatorios de energía. (COA Canarias, Santa Cruz de La Palma, 2007)[2]

## Premios
- Premio FAD Internacional 2019 a la Iglesia en el distrito de New Bund (Pudong, Shanghái, China)
- Premio CICA de Arquitectura Internacional al Centro de ocio (Azuqueca de Henares, España). XIII Bienal de Arquitectura de Buenos Aires.
- Premio FAD de Arquitectura e Interiorismo a la Fundació Tàpies (Barcelona, España).
- Concurso internacional Vía Irún[6]
- Concurso del Museo de Arte Contemporáneo en Zhuhai[7]
- VII edición de Europan, Tromsø, Noruega[8]

## Proyectos destacados

### España
- 2018 Estación de autobuses (Logroño)[9]
- 2017 Proyecto PLANTA para la fundación Sorigué (Lérida)[10]
- 2014 Casa Isasi (Deba)[11]
- 2013 Mobiliario Parque Felipe VI (Logroño)[12]
- 2013 Parque Felipe VI y diseño urbano (Logroño)[12]
- 2012 Estación de alta velocidad (Logroño)[12]
- 2012 Torre solar (Valencia)[13]
- 2011 Centro de ocio (Azuqueca de Henares)[11]
- 2010 rehabilitación Fundació Tàpies (Barcelona)[14]
- 2010 Plaza y Torre Woermann (Las Palmas de Gran Canaria)
- 2009 Lolita, edificio de oficinas (Madrid)[14]
- 2009 Pabellón Residencial en Calle Orfila (Madrid)[14]

### China
- 2018 Iglesia en el Distrito de New Bund. (Pudong, Shanghái) Archivado el 15 de mayo de 2019 en Wayback Machine.
- 2018 Nuevo bloque de usos mixtos del Distrito de New Bund. (Pudong, Shanghái)[11]
- 2016 Shanghái Museum East. (Shanghái)[15]
- 2013 Museo de Arte Contemporáneo Zhuhai Huafa. (Zhuhai)[11]
- 2012 Manzana de Usos mixtos en Nankín. (Nankín)[16]

### Suiza
- 2009 Atelier Albert Oehlen (Bülher)[14]

### Italia
- 2008 Torre Espina (Turín)[17]

### Colombia
- 2016 Parque San Antonio. Rehabilitación del Centro Histórico. (Medellín)[18]